# Pardosa pacata
Pardosa pacata là một loài nhện trong họ Lycosidae.
Loài này thuộc chi Pardosa. Pardosa pacata được Irving Fox miêu tả năm 1937.